# Bradley Barcola
Bradley Jean-Manuel Essolisam Addo Barcola (sinh ngày 2 tháng 9 năm 2002) là một cầu thủ bóng đá chuyên nghiệp người Pháp hiện đang thi đấu ở vị trí tiền đạo hoặc tiền vệ cánh cho câu lạc bộ Ligue 1 Paris Saint-Germain và đội tuyển bóng đá quốc gia Pháp.

## Thời niên thiếu
Barcola sinh ngày 2 tháng 9 năm 2002 ở Villeurbanne, một thị trấn thuộc Vùng đô thị Lyon. Mẹ anh là người Pháp và cha anh là người Togo. Anh bắt đầu sự nghiệp bóng đá ở Lyon trước khi gia nhập Học viện bóng đá Lyon lúc 8 tuổi.

## Sự nghiệp câu lạc bộ

### Lyon
Trong mùa giải 2020–21, Barcola bắt đầu chơi với đội dự bị của Lyon ở Championnat National 2 và đồng thời cũng cho đội U-19 với tư cách là cầu thủ ghi nhiều bàn thắng nhất ở UEFA Youth League. Vào tháng 1 năm 2021, anh ký hợp đồng với đội trẻ vào tháng 1 năm 2021.
Sau khi được huấn luyện viên Peter Bosz gọi vào đội một Lyon trong giai đoạn trước mùa giải 2021–22, anh ghi bàn thắng đầu tiên cho đội vào lưới Bourg-en-Bresse. Sau đó, Barcola ký hợp đồng chuyên nghiệp đầu tiên có thời hạn đến năm 2024 vào tháng 9 năm 2021.
Barcola có trận ra mắt chuyên nghiệp cho Lyon vào ngày 4 tháng 11 năm 2021 khi thay thế Rayan Cherki ở phút 81 trong chiến thắng 3–0 trên sân nhà trước Sparta Praha ở vòng bảng Europa League. Anh đã thực hiện một đường kiến tạo cho Karl Toko Ekambi trong bàn thắng thứ ba của Lyon trong trận này để giúp Lyon giành chiến thắng và đồng thời để trở thành đội đầu tiên chính thức đủ điều kiện tham dự vòng 16 đội của giải đấu này.
Barcola có nhiều thời gian thi đấu hơn trong mùa giải 2022–23 khi góp phần vào hàng công của Lyon cùng với vua phá lưới Alexandre Lacazette. Vào ngày 7 tháng 5 năm 2023, anh kiến tạo ba bàn cho Lyon và Lacazette để giúp Lyon lội ngược dòng trước Montpellier với tỷ số 5–4, trong một trận đấu kinh dị với tổng cộng chín bàn.

### Paris Saint-Germain
Vào ngày 31 tháng 8 năm 2023, Barcola gia nhập câu lạc bộ Paris Saint-Germain (PSG) tại Ligue 1 với mức phí được báo cáo là 45 triệu euro và ký hợp đồng có thời hạn 5 năm với PSG. Anh được giao chiếc áo số 29. Vào ngày 3 tháng 9, Barcola có trận ra mắt cho PSG khi vào sân thay người trong chiến thắng 4–1 trên sân khách trước câu lạc bộ cũ Lyon và đồng thời trở thành cầu thủ thứ 500 ra sân cho Paris Saint-Germain. Vào ngày 24 tháng 9, Barcola lần đầu tiên có mặt trong đội hình xuất phát cho PSG trong chiến thắng 4–0 trước đối thủ Marseille trong trận Le Classique. Vào ngày 29 tháng 10, anh ghi bàn thắng đầu tiên cho câu lạc bộ và thực hiện một pha kiến tạo cho bàn mở tỉ số của Warren Zaïre-Emery trong chiến thắng 3–2 trên sân khách trước Brest. Vào ngày 9 tháng 12, Barcola ghi bàn thắng đầu tiên cho PSG trong chiến thắng 2–1 trước Nantes.
Vào ngày 14 tháng 2 năm 2024, anh ghi bàn thắng đầu tiên tại Champions League trong chiến thắng 2–0 trước Real Sociedad trong trận lượt đi vòng 16 đội. Cầu thủ chạy cánh người Pháp đã nhận được vô số lời khen ngợi cho màn trình diễn của anh trong chiến thắng 4–1 trên sân khách trước Barcelona ở trận lượt về tứ kết Champions League vào ngày 16 tháng 4 năm 2024. Anh đã lập một pha kiến tạo quan trọng cho Ousmane Dembélé ghi bàn gỡ hòa trong trận đấu và là nhân tố chủ chốt trong suốt trận đấu khi Paris lật ngược thế cờ. Vào ngày 10 tháng 6 năm 2024, Barcola được Ligue 1 vinh danh là bản hợp đồng xuất sắc nhất mùa giải.

## Sự nghiệp quốc tế
Barcola lần đầu tiên được gọi lên đội tuyển U-18 quốc gia Pháp vào tháng 1 năm 2020 để thi đấu hai trận giao hữu. Tuy nhiên, anh không giành được suất khoác áo chính thức cho đội U-18 vì hầu hết các trận đấu cấp dưới đều bị hủy do COVID-19 trong các mùa giải tiếp theo.
Vào ngày 16 tháng 5 năm 2024, Barcola lần đầu tiên được triệp tập vào đội tuyển quốc gia Pháp tham dự UEFA Euro 2024. Vào ngày 5 tháng 6 năm 2024, anh ra mắt với tư cách là cầu thủ dự bị cho Marcus Thuram ở phút thứ 81 trong trận giao hữu thắng 3–0 trước Luxembourg tại Sân vận động Saint-Symphorien ở Metz. Cũng trong trận đấu đó, Barcola lập pha kiến tạo đầu tiên của mình cho Kylian Mbappé. Trong khi đó, câu lạc bộ của anh, Paris Saint-Germain, đã không cho anh và đồng đội Warren Zaïre-Emery thi đấu tại Thế vận hội Mùa hè 2024 ở nước nhà.
Vào ngày 6 tháng 9 năm 2024, anh ghi bàn thắng chỉ sau 12 giây thi đấu vào lưới Ý tại UEFA Nations League được tổ chức ở sân vận động Công viên các Hoàng tử (tiếng Pháp: Parc des Princes) và lập kỷ lục ghi bàn thắng nhanh nhất cho đội tuyển Pháp trong 90 năm qua. Đây cũng là bàn thắng đầu tiên của anh cho đội tuyển Pháp.

## Phong cách chơi
Barcola là một tiền đạo đa năng và có thể chơi ở cả hai cánh của hàng bộ ba tiền đạo hoặc ở vị trí tiền đạo trung tâm. Nhanh và chính xác trước khung thành, anh lấy cảm hứng từ những cầu thủ như Cristiano Ronaldo và Pierre-Emerick Aubameyang.

## Đời tư
Barcola mang quốc tịch Pháp và Togo. Anh trai của anh, Malcolm cũng là cầu thủ bóng đá.

## Thống kê sự nghiệp

### Câu lạc bộ
Tính đến 13 tháng 7 năm 2025
| Câu lạc bộ          | Mùa giải            | Giải vô địch        | Giải vô địch | Giải vô địch | Cúp quốc gia | Cúp quốc gia | Châu lục | Châu lục | Khác | Khác | Tổng cộng | Tổng cộng |
| Câu lạc bộ          | Mùa giải            | Hạng đấu            | Trận         | Bàn          | Trận         | Bàn          | Trận     | Bàn      | Trận | Bàn  | Trận      | Bàn       |
| ------------------- | ------------------- | ------------------- | ------------ | ------------ | ------------ | ------------ | -------- | -------- | ---- | ---- | --------- | --------- |
| Lyon B              | 2020–21             | National 2          | 4            | 2            | —            | —            | —        | —        | —    | —    | 4         | 2         |
| Lyon B              | 2021–22             | National 2          | 14           | 3            | —            | —            | —        | —        | —    | —    | 14        | 3         |
| Lyon B              | 2022–23             | National 2          | 4            | 0            | —            | —            | —        | —        | —    | —    | 4         | 0         |
| Lyon B              | Tổng cộng           | Tổng cộng           | 22           | 5            | —            | —            | —        | —        | —    | —    | 22        | 5         |
| Lyon                | 2021–22             | Ligue 1             | 11           | 0            | 0            | 0            | 2        | 0        | —    | —    | 13        | 0         |
| Lyon                | 2022–23             | Ligue 1             | 26           | 5            | 5            | 2            | —        | —        | —    | —    | 31        | 7         |
| Lyon                | 2023–24             | Ligue 1             | 3            | 0            | —            | —            | —        | —        | —    | —    | 3         | 0         |
| Lyon                | Tổng cộng           | Tổng cộng           | 40           | 5            | 5            | 2            | 2        | 0        | —    | —    | 47        | 7         |
| Paris Saint-Germain | 2023–24             | Ligue 1             | 25           | 4            | 3            | 0            | 10       | 1        | 1    | 0    | 39        | 5         |
| Paris Saint-Germain | 2024–25             | Ligue 1             | 34           | 14           | 6            | 4            | 17       | 3        | 7    | 0    | 64        | 21        |
| Paris Saint-Germain | Tổng cộng           | Tổng cộng           | 59           | 18           | 9            | 4            | 27       | 4        | 8    | 0    | 103       | 26        |
| Tổng cộng sự nghiệp | Tổng cộng sự nghiệp | Tổng cộng sự nghiệp | 121          | 28           | 14           | 6            | 29       | 4        | 8    | 0    | 172       | 38        |

1. ↑  Bao gồm Coupe de France
2. ↑  Ra sân tại UEFA Europa League
3. 1 2  Ra sân tại UEFA Champions League
4. ↑  Ra sân tại Trophée des Champions
5. ↑  Một lần ra sân tại Trophée des Champions, sáu lần ra sân tại FIFA Club World Cup

### Quốc tế
Tính đến 6 tháng 9 năm 2024
| Đội tuyển quốc gia | Năm       | Trận | Bàn |
| ------------------ | --------- | ---- | --- |
| Pháp               | 2024      | 6    | 1   |
| Tổng cộng          | Tổng cộng | 6    | 1   |

Tỷ số và kết quả liệt kê bàn thắng của Pháp được để trước, cột tỷ số cho biết tỷ số sau mỗi bàn thắng của Barcola.
| # | Ngày               | Địa điểm                                         | Trận | Đối thủ | Bàn thắng | Kết quả | Giải đấu                                 |
| - | ------------------ | ------------------------------------------------ | ---- | ------- | --------- | ------- | ---------------------------------------- |
| 1 | 6 tháng 9 năm 2024 | Sân vận động Công viên các Hoàng tử, Paris, Pháp | 6    | Ý       | 1–0       | 1–3     | UEFA Nations League 2024–25 (hạng đấu A) |

## Danh hiệu

### Câu lạc bộ
Paris Saint-Germain
- Ligue 1: 2023–24,[33] 2024–25[34]
- Coupe de France: 2023–24,[35] 2024–25[36]
- Trophée des Champions: 2023,[37] 2024[38]
- UEFA Champions League: 2024–25[39]
- UEFA Super Cup: 2025[40]
- FIFA Club World Cup á quân: 2025[41]